# Списак календара

## Тренутно се користе
- 53-недељни календар
  - ISO 8601
- Асирски календар
- Астрономијско бројање година
- Бахаистички календар
- Бенгалски календар
- Берберски календар
- Будистички календар
- Дискордијански календар
- Етиопски календар
- Фискална година
- Германски календар (још га користи Ásatrúar)
- Грегоријански календар
- Хебрејски календар
- Хинду календар(и)
- Индијски национални календар
- Индонежански календари
- Ирански календар
- Ирски календар
- Исламски календар
- Ревидирани јулијански календар
- Јапански календар
- Јерменски календар
- Јулијански календар
- Кинески календар
- Коптски календар
- Малајаламски календар
- Мајански календар (још га користе нека Мајанска племена)
- Нанакшахи календар
- Непалски календар
- Рунски календар (још га користе Ásatrúar)
- Тајландски лунарни календар (још се користи за неке тајландске празнике)
- Тајландски соларни календар
- Тибетански календар
- Зороастрички календар (укључујући Парси)

## Архаички календари
- Антички македонски календар
- Астечки календар
- Атички календар
- Вавилонски календар
- Календар из Колињија
- Египатски календар
- Енохов календар
- Фирентински календар
- Француски револуционарни календар
- Хеленски календар
- Мезоамерички календари
- Педесетнички календар (на старом Блиском истоку)
- Позитивистички календар
- Календар Рапа Нуија (Ускршње Острво)
- Римски календар
- Рунски календар
- Словенски календар
- Српски народни календар
- Совјетски револуционарни календар
- Византијски календар

## Предложени

### Реформски календари
Доле се налази предложене реформе грегоријанског календара
- Холоценски календар
- Међународни фиксни календар (такође познат као Међународни стални календар и Календар од 13 месеци)
- Сол календар
- Светски календар
- Светски сезонски календар
- 30×11 календар
- Календари са преступном седмицом:
  - Нови земаљски календар
  - Пакс календар
  - Симетрија454
  - Општи-грађански-календар-и-време

### Предлози за ванземаљске календаре
- Даријски календар за коришћење на Марсу, четири галилејска месеца Јупитера, и Титану.

## Фиктивни
- Календар Дискворлда
- Календар Средње Земље
- Звездани датуми (Стар Трек)
- Календар Звезданих ратова